# رجل في سجن النساء (فلم)
رجل في سجن النساء هو فيلم كوميدي مصري من إخراج حسن الصيفي وبطولة يونس شلبي، لبلبة، سعيد عبد الغني، أحمد عدوية وزهرة العلا، صدر الفيلم في 5 سبتمبر 1982 وهو أول بطولة سينمائية ليونس شلبي وقام فيها بأداء شخصية امرأة بائعة في بوتيك ونجح في هذه الشخصية بجدارة حيث ساعده في ذلك تركيبته الجسدية.

## نبذه
بعد صدمته في الفتاة التي يحبها، يتنكر يونس في ملابس النساء لكي يسرق من الأثرياء، ويقع في حب نوسة التي تعمل في محل للملابس المستوردة، ويستخدمه مالكه ستارًا لتجارة المخدرات، ويدخل يونس السجن بعد ضبطه في شقة مشبوهة، وتسجن نوسة كذلك بتهمة الإتجار في المخدرات، ويحاول يونس أن يثبت براءة نوسة مما نسب لها دون علمها.

## وصلات خارجية
- مقالات تستعمل روابط فنية بلا صلة مع ويكي بيانات